# 원시 가나안 문자
원시 가나안 문자는 청동기 시대 후기 (기원전 15세기 경 ~)에 레반트(가나안) 지역의 문서에 보이는 22개의 상형 문자로서 구성된 두음서법(Acrophony, 아크로포니)에 의한 자음 문자이다. 기원전 1050년을 기점으로 하여 이전의 문자를 관습적으로 원시 가나안 문자라고 부르고, 이후의 문자는 페니키아 문자라고 부른다. 원시 가나안 문자로 쓰여진 약 10개의 비문이 현재 이스라엘과 레바논에서 발견되고 있다.

## 다른 문자와의 관계
원시 가나안 문자는 이집트 상형문자에서 발전하여 간략하게 줄여서 사용하는 일상 이집트 선형문자를 선조로 하며 원시 시나이 문자와 관계가 깊다. 이후 원시 가나안 문자는 페니키아 문자로 발전하였고, 페니키아 문자에서 아람 문자, 고대 히브리 문자, 그리스 문자 등이 파생되었다. 따라서 현재 사용되는 시리아 문자, 히브리 문자, 아랍 문자, 그리스 문자, 로마자, 아르메니아 문자, 조지아 문자, 키릴 문자 등의 원형 문자이다.
원시 가나안 문자의 시조형이 되는 문자가 1905년과 1999년 이집트 중부에서 발견되고 있어 아마 이 고대 문자에는 아직 부분적으로 표어문자적인 성질이 남아 있었을 것이라고 생각된다(원시 시나이 문자 참조). 이 문자는 후세의 문자 체계보다 글자수가 많다고 생각되며, 이체자를 이용하고 있던 가능성도 있다.

## 같이 보기
- 가나안 제어